# Vila-sana
Vila-sana (spanisch Vilasana) ist eine katalanische Gemeinde (municipio) mit 753 Einwohnern (Stand: 2024) in der Provinz Lleida im Nordosten Spaniens. Sie gehört zur Comarca Pla d’Urgell. 
Die Gemeinde wurde 1935 von der heutigen Nachbargemeinde Castellnou de Seana eigenständig (bis 1930 hieß die Siedlung Utxafava).

## Geographische Lage
Vila-sana liegt etwa 25 Kilometer östlich von Lleida in einer Höhe von ca. 250 m. Am Südrand der Gemeinde führt die Autovía A-2 entlang.

## Bevölkerungsentwicklung
| 1940 | 1950 | 1960 | 1970 | 1981 | 1991 | 2001 | 2011 | 2021 |
| ---- | ---- | ---- | ---- | ---- | ---- | ---- | ---- | ---- |
| 645  | 629  | 689  | 622  | 556  | 525  | 528  | 698  | 761  |

## Sehenswürdigkeiten

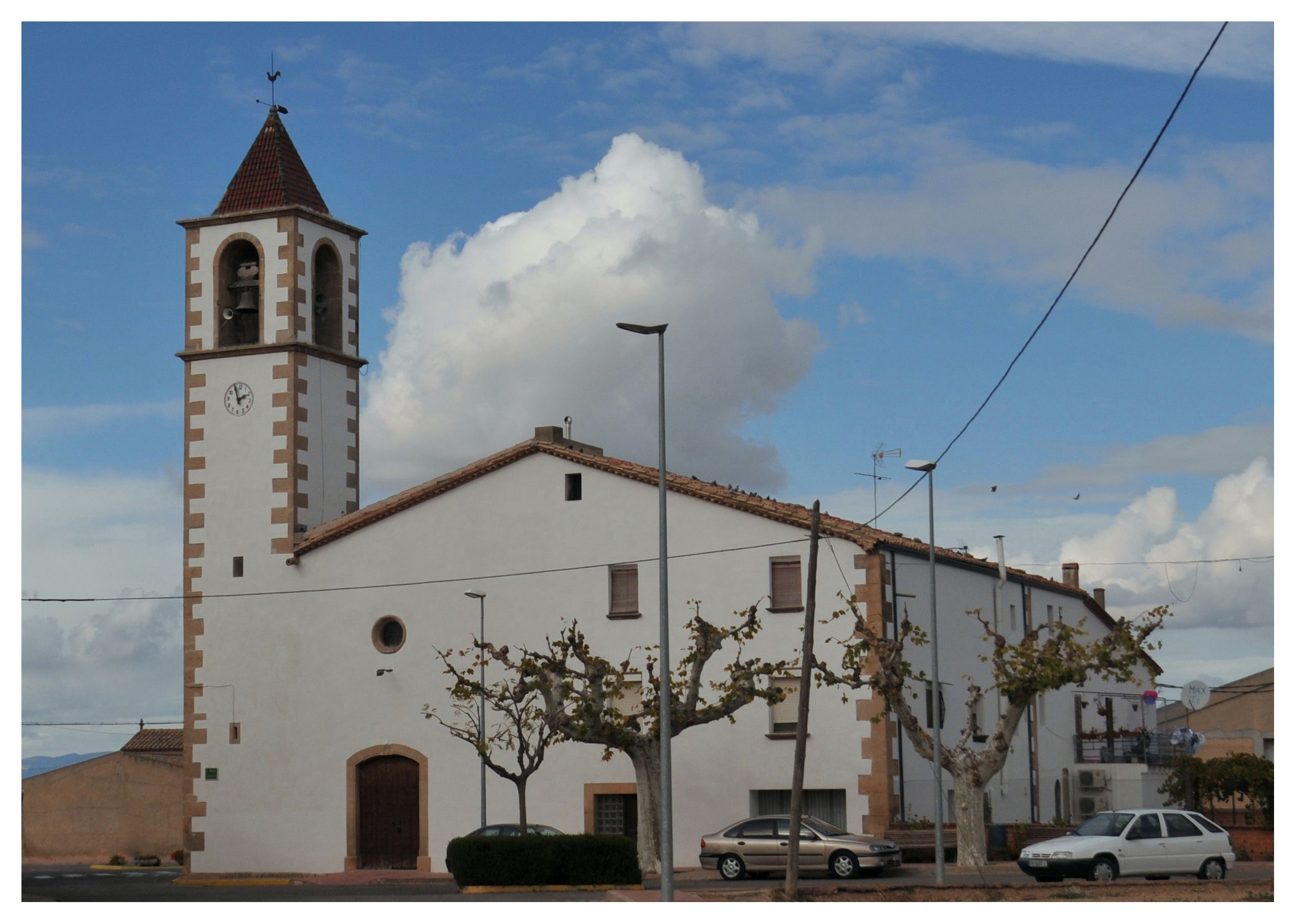
Michaeliskirche

- Michaeliskirche